# خالد علي مطر
خالد علي مطر البلوشي مواليد 26 يوليو 1989، لاعب كرة قدم إماراتي يجيد اللعب في الظهير الأيسر.
لعب سابقاً في نادي النصر ونادي حتا ونادي مصفوت ونادي الذيد.